# Datenframe
Ein Datenframe ist eine Protocol Data Unit auf der Sicherungsschicht (Schicht 2) des OSI-Modells. Er ist klar vom Datenpaket zu unterscheiden, das für die Vermittlungsschicht (Schicht 3) des OSI-Modells verwendet wird.
Ein Datenframe besteht aus (in Klammern Bezeichnungen aus der Ethernet-Übersicht unten):
- Header
  - Ziel- und Quell-Adressen: schichtspezifisch, auch Hardware- oder MAC-Adressen genannt (Empfänger und Absender)
  - Steuerinformationen zur Steuerung des Datenflusses (802.1Q-Tag und EtherType)
- Nutzdaten des Pakets der Vermittlungsschicht
- Trailer
  - Prüfsummen zur Gewährleistung der Datenintegrität (Frame Check Sequence).

## Der Datenframe bei Ethernet (IEEE 802.3)
| Schicht 4: TCP-Segment        |          |                |                            |                            |                            |                            |                            | TCP-Header                 | Nutzlast (1460 bytes)      |                            |                 |
| Schicht 3: IP-Paket           |          |                |                            |                            |                            |                            | IP-Header                  | Nutzlast (1480 bytes)      | Nutzlast (1480 bytes)      |                            |                 |
| Schicht 2: Ethernet-Frame     |          |                | MAC-Empfänger              | MAC-Absender               | 802.1Q-Tag (opt.)          | EtherType                  | Nutzlast (1500 bytes)      | Nutzlast (1500 bytes)      | Nutzlast (1500 bytes)      | Frame Check Sequence       |                 |
| Schicht 1: Ethernet-Paket+IPG | Präambel | Start of Frame | Nutzlast (1518/1522 bytes) | Nutzlast (1518/1522 bytes) | Nutzlast (1518/1522 bytes) | Nutzlast (1518/1522 bytes) | Nutzlast (1518/1522 bytes) | Nutzlast (1518/1522 bytes) | Nutzlast (1518/1522 bytes) | Nutzlast (1518/1522 bytes) | Interpacket Gap |
| Oktette                       | 7        | 1              | 6                          | 6                          | (4)                        | 2                          | 20                         | 20                         | (6–)1460                   | 4                          | 12              |

Standardmäßig ist der Ethernet-Datenframe maximal 1518 Byte groß, von denen 18 Byte für den Header und Trailer reserviert sind. Bei Verwendung von IEEE 802.1Q-Tags (für VLAN oder Priorisierung) wird der Header um vier Byte erweitert und das Frame damit maximal 1522 Byte groß. Für die Nutzdaten stehen in jedem Fall 1500 Byte zur Verfügung, von denen mindestens 64 - 18 = 46 Byte verwendet werden müssen, damit die minimale Framegröße von 64 Byte zur Gewährleistung der Kollisionserkennung eingehalten wird.
Da ein IP-Paket 64 kB groß sein kann, passt es nicht in jedem Fall in ein Datenframe. Deshalb werden größere IPv4-Pakete vor der Übertragung zur Schicht 2 so zerlegt, dass die Fragmente jeweils in ein Datenframe passen; diese Zerlegung wird Fragmentierung genannt. Die Maximum Transmission Unit (MTU) bestimmt die maximale IP-Paketgröße, die über einen Link im  Netzwerk übertragen werden kann, ohne dass das Datenpaket fragmentiert werden muss. IPv6 verwendet grundsätzlich Path MTU Discovery, so dass keine Fragmentierung im Transport notwendig ist.